# The Gardens Between
The Gardens Between — игра-головоломка, разработанная австралийской студией Voxel Agents и выпущенная в ноябре 2018 года для персональных компьютеров, Nintendo Switch и PlayStation 4, а позже для Xbox One и мобильных устройств iOS. В данной игре необходимо управлять прямой временной линией и косвенно влиять на окружающее пространство, чтобы главные герои — Арина и Френдт могли преодолевать препятствия. Каждый представленный уровень — это фантастический мир, сотканный из фантазий подростков их воспоминаний прошлого.
Разработкой игры занималась австралийская студия The Voxel Agents, которая хотела изучить возможности игрового процесса, завязанного на манипуляции временной линией. В итоге на разработку у команды ушло четыре с половины года. Вместе с сюжетной линии команда хотела передать чувство ностальгии, тоски по прошлому и детской дружбе. Композитором музыкального сопровождения выступил австралийский ди-джей Тим Шил.
Игровые критики в основном похвалили игру, средняя оценка по версии Metacritic варьировалась от 74 до 81 баллов в зависимости от платформы. Рецензенты высоко оценили художественный стиль игры, повествовательную линию, а также необычный игровой процесс. Однако причиной критики стала короткая продолжительность игры. The Gardens Between также получила ряд наград и премий.

## Игровой процесс
Игра представляет собой скроллер — трёхмерный мир, исследуемый по линейной траектории, где влияние игрока ограничивается манипуляцией временной линией посредством нажатия двух кнопок — «вперёд» и «назад». Герои представлены в виде двух подростков, девочки и мальчика по имени Арина и Френдт, которые вместе путешествуют по вымышленным склонам, сотканных из их воспоминаний о совместном времяпровождении. Подростки двигаются сами по себе, но игрок может проматывать «время» вперёд и назад и косвенно влиять на изменение окружающего пространства, чтобы подростки могли безопасно дойти до вершины очередной горы. Возможность игроком совершать перемотку времени исключает возможность допустить безвозвратно критическую ошибку.

Основа игрового процесса завязана на возможности управлять временной линией

Помимо манипуляции временем, в игре представлены другие механики, позволяющие игроку влиять на пространство. Например Арина носит при себе фонарь, который можно наполнять светом, полученных из особых цветов, однако есть и чёрные цветы, отбирающие свет. Свет необходим, чтобы активировать мосты, необходимые для дальнейшего передвижения вверх, а также активации верхней арки, необходимой для завершения уровня. В игре можно разными способами избегать чёрные цветы, например Френдт может звенеть в колокольчик, который закрывает цветок и «обезвреживает» его, или же фонарь можно поставить на прыгающею стелу, которая выберет другой маршрут для передвижения вверх. Иногда чёрные цветы необходимы для прохождения, так как на некоторых уровнях появляется лиловый дым, рассеивающийся при наличии света, с одной стороны его необходимо рассеивать для разблокирования некоторых предметов, с другой стороны дым может образовывать мосты.
В игре также представлена ещё параллельная временная линия, в которой существуют некоторые предметы. При активации мальчиком особого колокола, игрок может поменять состояние или положение одного из предметов, который например находится в состоянии падения или разрушения. Однако для временной линии подростков, данные предметы остаётся в неподвижном состоянии. Перемещение предметов и изменения их состояния является необходимым условием в продвижении по уровню.
По мере прохождения, перед игроком предстают сцены из реальной жизни подростков. В конце концов становится ясно, что путешествие по вымышленному миру — это попытка подростков пережить горькое расставание, поскольку семья мальчика переезжает и продаёт свой дом.

## Разработка
Разработкой игры занималась австралийская инди-студия The Voxel Agents, известная серией мобильных игр Train Conductor и Puzzle Retreat. Сама студия была основана Саймоном Джослином, Мэтью Кларком и Томом Килленом в 2009 году после совместного обучения в одном университете. Создание The Gardens Between началось из развитии идеи перемещать игровую сцену во времени вперёд и назад в виде временной линии. При этом на данную идею разработчиков вдохновил фильм «Особое мнение», где главный герой Тома Круза использует интерфейс временной шкалы для перемещения во времени. Также команда рассматривала данную игру, как самый грандиозный проект, предназначенный для выхода не только на мобильные платформы, но и на персональные компьютеры и игровые приставки. Вместе с выходом портативного устройства Nintendo Switch, разработчики приняли решение ориентироваться прежде всего на данную платформу при разработке The Gardens Between, в самой игре есть ряд отсылок к старым устройствам он Nintendo.

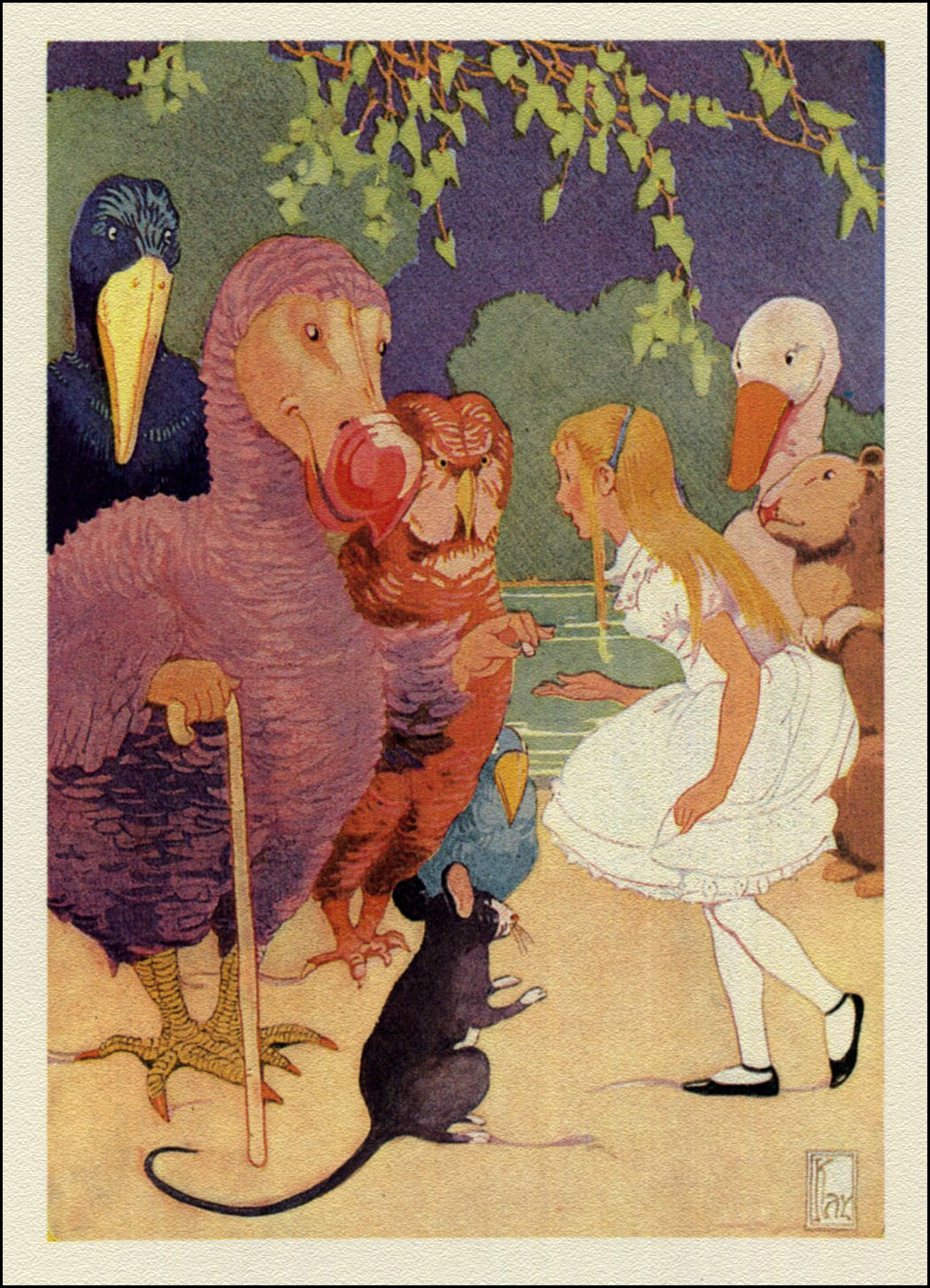
За основу истории был взят сюжетный архетип ребёнка-попаданца в волшебный мир, как в «Алисе в стране чудес»

Опираясь на идею управления временем, разработчики принялись создавать игровые миры, и связанную историю. Аналогичным образом были разработаны предыдущие игры команды, основываясь на некой базовой идее, по этой причине управления в играх от The Voxel Agents достаточно просты. Работая над вымышленным миром, команда разработчиков привнесла в него также множество элементов из своих собственных воспоминаний прошлого, в том числе на этой основе проработали главных героев. Разработчики хотели вместе с историей передать ностальгические моменты, воспоминания о более простых временах, «когда критика видео-игр ещё не была омрачена пустыми спорами из-за графики и политическая напряженность не делала худшие ужины в День благодарения ещё ужаснее». Команда хотела добиться такой цели, чтобы игрок при виде игровых уровней мог вспоминать лучшие моменты из своего детства, а также понимать, что моменты, проведённые когда то со своим лучшим другом детства были особенными, даже если взрослея, человек понимает, что на самом деле его дружба не была такой крепкой. При создании истории, команда исключила какие либо слова и диалоги, полагаясь на визуальные эффекты, музыку и анимацию, соответствуя описанию «самой простой, но и глубокой игры из всех возможных». При этом такой стиль повествования был перенят у игр Journey и Inside. Созданная история должна была быть пересечением бытовой жизни и элементов фантастики, за основу истории команда выбрала повествовательный архетип, «временное попадание детей в мир чудес» типичный в таких произведений, как например «Алиса в Стране чудес», «Лабиринт фавна» или «Коралина в Стране Кошмаров».
Изначально команда разработчика вела работу над игровыми уровнями, при этом разработка сопровождалась значительными трудностями, так как механика перемещения во времени и искажения временной линии порождали крайне запутанные уровни, которые разработчики описывали, как «искажённый беспорядок», учитывая также, что уровни включали в себя несколько временных узлов, которые игрок должен распутать для удачного прохождения. Команда потратила большею часть времени разработки времени на отладку уровней, чтобы сделать их логичными и бесшовными. Всего на создание игры ушло четыре с половиной года.
Затем проблема возникла с художественными дизайнерами, которые вначале отказывались принимать участие в разработке, утверждая, что на основе созданного прототипа не возможно создать визуально красивую игру. В результате программисты и дизайнеры перессорились, а процесс разработки зашёл в тупик. После этого художники пришли к идее создавать уровни по принципу японских альпинариев каресансуи, которые используют повторяющиеся мотивы пирамиды, чтобы сформировать центральный и симметричный дизайн. В итоге полученный художественный стиль также напоминает такие игры, как Monument Valley и Oxenfree.

## Анонс и выход
Впервые о предстоящем выхода игры стало известно в октябре 2017 года, когда Sony представила The Gardens Between для PlayStation 4 на организованной выставке Paris Games Week. Тогда же был продемонстрирован трейлер игры. Анонс игры для Nintendo Switch состоялся 11 июля 2018 года, тогда же стало известно о выпуске игры на платформы Switch, PlayStation 4, Windows и Mac. При этом для The Voxel Agents заключила договор с изданием Super Rare Games для физического издания игры для Switch в 5000 экземплярах. В августе 2018 года, The Gardens Between была продемонстрирована на мероприятии Gamescom 2018 с объявленной датой выпуска — 20 сентября 2018 года.
Выход игры состоялся назначенный день для Microsoft Windows, macOS, Linux, Nintendo Switch и PlayStation 4, 29 ноября 2018 года для Xbox One и мобильных устройств iOS 17 мая 2019 года.

## Музыка
Создателем музыкальных композиций выступил австралийский композитор Тим Шил, раннее ди-джей, работающий на радио и руководитель звукозаписывающего лейбла Spirit Level. После просмотра документального фильма «Независимая игра: Кино», Шил заинтересовался идеей создавать музыкальные композиции для инди-игр и обнаружил для себя крупное сообщество музыкантов и создателей инди-игр в Мельбруне. Своё восхождение в качестве инди-музыканта Шил начал с создании звуковых эффектов к игре Duet. Его творчеством заинтересовались разработчики The Gardens Between, при этом Шил принялся создавать звуковые дорожки к игре ещё когда разработчики только определились с основной идеей игрового процесса. Руководитель команды разработчиков Хенрик Петтерссон хотел найти звукорежиссёра, который бы создавал звуковые эффекты параллельно с разработкой, а музыкант и разработчики могли бы вдохновлять друг друга.
При работе над эффектами, Тим Шил сотрудничал с Дэниелом Олсеном. Шил и Олсен много экспериментировали со звуком, чтобы понять, как звучит музыка, если проигрывать её в обратном направлении, и как можно данные звуки связать с игровым процессом. Когда команда разработчиков создала прототип игры, Шил был настолько очарован её визуальной эстетикой, что в качестве эксперимента создал полноценное музыкальное сопровождение к трём 15-ти минутным трейлерам к игре, изображающим прохождение отдельного уровня. Данные композиции были созданы из комбинаций звуковых эффектов, раннее созданных Шилом. Разработчиком понравилась данная идея и они приняли решение, чтобы Шил написал полностью музыкальное сопровождение к игре.
Песни к игре выполнены в стиле лёгкого эмбиента, совмещённого с более традиционно структурированными пьесами с вокалом, например «War You The Same». Шил ставил перед собой цель создать интенсивные и атмосферные композиции, но по прежнему отражающие безмятежность и лёгкую меланхолию.
Композиции были собраны в альбоме под названием «Glowing Pains», выход которого состоялся 12 октября 2018 года. Альбом вышел как в цифровом, так и в ограниченном физическом издании, в виде виниловых пластинок в сотрудничестве с изданием Vinyl Me Please. В ограниченную версию также вошло два дополнительных трека: «Graphiti» и «Memory Palace». Автором музыкальной обложки выступила художница Стейси Гугулис.
| №   | Название                                   | Автор(ы) | Длительность |
| --- | ------------------------------------------ | -------- | ------------ |
| 1.  | «Spirit Home»                              | Тим Шил  | 2:17         |
| 2.  | «Where Will We Go (feat. Biddy Connor)»    | Тим Шил  | 3:24         |
| 3.  | «Between Friends»                          | Тим Шил  | 3:47         |
| 4.  | «Calm Before»                              | Тим Шил  | 4:28         |
| 5.  | «The Storm (feat. Liam McGorry)»           | Тим Шил  | 2:22         |
| 6.  | «Are You The Same (feat. researcher)»      | Тим Шил  | 3:12         |
| 7.  | «Weight of Air (feat. Leah Kardos & mara)» | Тим Шил  | 5:47         |
| 8.  | «1994 World»                               | Тим Шил  | 2:57         |
| 9.  | «Golden Satin»                             | Тим Шил  | 5:27         |
| 10. | «Don't Forget This Time (feat. Mid Hike)»  | Тим Шил  | 3:01         |
| 11. | «Spirit Duet»                              | Тим Шил  | 3:06         |
| 12. | «Between Ends (feat. Lonelyspeck)»         | Тим Шил  | 1:54         |

## Критика
| Сводный рейтинг    | Сводный рейтинг                                            |
| Агрегатор          | Оценка                                                     |
| ------------------ | ---------------------------------------------------------- |
| GameRankings       | - 81,38 % (Switch) - 74,62 % (PS4)                         |
| Metacritic         | 81/100 (Xbox One) 80/100 (ПК) 79/100 (Switch) 75/100 (PS4) |
| Иноязычные издания |                                                            |
| Издание            | Оценка                                                     |
| GameSpot           | 8/10                                                       |
| The Guardian       | [ 24 ]                                                     |
| GamingTrend        | 95/100                                                     |
| Eurogamer Italy    | 8/10                                                       |
| Gameblog.fr        | 6/10                                                       |

The Gardens Between выиграла награду игры года на вручении Australian Game Development Awards в 2018 году, а также была номинирована на звание Австралийский разработанной игры года на вручении Australian Games Awards. Игра также была номинирована в категории «Голос игрока: Видео-игра» на фестивале SXSW Gaming Awards, выиграла приз «Игра-головоломка» на мероприятии Webby Awards, а также была номинирована в категории «Лучшее художественное направление». Игра была ещё номинирована, как «Лучшее аудио/визуальное достижение» редакцией Pocket Gamer.
Игровые критики оставили в основном положительные оценки об игре, средняя оценка по версии Metacritic варьировалась от 74 до 81 баллов в зависимости от платформы.
Критик сайта XBLA Fans заметил, что The Gardens Between является убедительным доказательством того, что путешествие во времени и связанные с ними временные парадоксы могут стать причиной успокаивающего опыта, а не только стресса в компьютерных играх. Критик сайта PlayStation Universe заметил, что хотя The Gardens Between, возможно, не самая сложная и не самая длинная головоломка, однако её эстетика и игровой процесс достаточно заразительны, чтобы остаться надолго в воспоминаниях у игрока. Рецензент сайта Eurogamer назвал The Gardens Between визуальной жемчужиной и подтверждением того, как в умелых руках, на основе движка Unity, можно создать эстетически прекрасную игру без гиперреалистичной графики. Критик сайта Gameblog также похвалил в игре её великолепные визуальные эффекты, состоящие из рееских декораций из 80-х и 90-х годов.
Критики в целом оценили сюжетное повествование в игре, плотно связанное с самим игровым процессом. Представитель PlayStation Universe назвал историю и сам представленный мир абстрактной аллюзией на отношения лучших друзей. Критик сайта Eurogamer назвал представленный сюжет в игре восхитительным, трогательным и простым, понятным без каких либо слов. При этом сама история в какой то степени является игровым процессом, или наоборот. Представитель сайта The Digital Fix наоборот заметил, что исключение слов недостаточно для изображения реальных отношений между подростками.
Критик сайта XBLA Fans оценил факт того, что игрок не может контролировать напрямую героев, заметив, что это придаёт им больше индивидуальности, а сам игрок выступает скорее свидетелем истории. Представитель PlayStation Universe назвал такой способ управления само по себе уникальным, образующим предпосылки для множества оригинальных головоломок, которые не исследовали раннее в компьютерных играх. При этом само управление достаточно простое, чтобы в игру можно было играть даже пультом от телевизора.
Критики оценили представленные в игре головоломки, в частности их оригинальность за счёт возможности манипуляции временем, даже если с первого взгляда игроку может показаться, что они должны быть слишком банальными. Каждая головоломка достаточно сложна и требует от игрока приложения некоторой умственной силы для преодоления препятствий. При этом по мнению рецензента XBLA Fans ни один из представленных уровней не похож на предыдущий, предлагая новые идеи и способы реализации игровых механик. Представитель PlayStation Universe заметил, что хотя опытным поклонникам головоломок не стоит ждать головокружительных уровней, тем не менее игре удаётся «изобретать» новые головоломки посредством манипуляции временем и мотивировать игрока к нестандартному мышлению. Представитель Eurogamer заметил, что завершение уровней связано не с чувством незавершенности или неудовлетворенности, а с подлинным любопытством и желанием поэкспериментировать с манипуляцией временем. Критик Gameblog наоборот раскритиковал представленные головоломки в игре, назвав их слишком простыми, игра по мнению критика подкупает лишь своей визуальной эстетикой и идеей игрового процесса, однако лишена какого либо прогресса.
Критики указали в качестве основного недостатка короткую продолжительности игры. Представитель сайта XBLA Fans отказался расценивать это, как минус, считая, что несколько игровых часов идеально отполированы и лишены бесполезных «наполнительных» элементов. Критик PlayStation Universe заметил, что игра заканчивается слишком быстро, чем хотелось бы, учитывая крайнею изобретательность головоломок, но и их не слишком высокую сложность.